# Modpave Eulalius
Modpave Eulalius (død 423) var en modpave, der regerede fra december 418 til april 419. Efter pave Zosimus' død var der to kandidater: Bonifatius og Eulalius. Eulalius blev valgt dagen før Bonifatius, men kejser Honorius indkaldte til en synode – første gang en kejser blandede sig i valg af pave – der skulle afgøre sagen. Synoden bragte imidlertid intet klart resultat, så Honorius sendte begge kandidater bort fra Rom inden en ny synode. Eulalius trodsede imidlertid forbuddet og blev forvist som følge af sammenstød, der involverede hans støtter.
Da den anden synode besluttede sig for Bonifatius, accepterede Eulalius resultatet, og han blev biskop under Bonifatius' efterfølger, pave Celestin 1.